# L'Autre
l'Autre es el álbum debut de Et Sans, un grupo experimental canadiense. Fue lanzado el 15 de noviembre de 2001 por Locust Music.
El álbum entero consiste de una canción que dura aproximadamente 42 minutos y 17 segundos, llamada del mismo nombre que el disco.

## Lista de canciones
1. "l'Autre" – 42:17[3]

## Personal

### Et Sans
- Roger Tellier-Craig – guitarra, voz[4]
- Alexandre St-Onge – contrabajo, voz[5]

### Técnicos
- Crys Cole – fotografía
- Dave Smith – productor
- Jace Lasek – productor
- Michael Gardiner – productor